# District Council of Mount Remarkable
District Council of Mount Remarkable är ett lokalt förvaltningsområde i Australien. Det ligger i delstaten South Australia, omkring 250 kilometer norr om delstatshuvudstaden Adelaide. Antalet invånare var 2 864 vid folkräkningen 2016.
Följande samhällen finns i Mount Remarkable:
- Wilmington
- Wirrabara
- Booleroo
- Booleroo Centre
- Port Germein
- Melrose